# ブリアン・ラズミ
- ブライアン・ラスム

ブリアン・ラズミ（Bryan Lasme, 1998年11月14日 - ）は、フランス・タルヌ＝エ＝ガロンヌ県モントーバン出身のサッカー選手。ドイツ・ブンデスリーガ2部・シャルケ04所属。ポジションはFW。

## クラブ経歴
2014年にFCソショー＝モンベリアルと契約。チームIIでのプレーを経て2017年1月にトップチームに昇格。2019-20シーズンにリーグ・ドゥ (2部リーグ)で15試合3ゴールを記録。続く2020-21シーズンは2部リーグでシーズン自己最高の9ゴールを決めた。
2021年6月27日、アルミニア・ビーレフェルトと4年契約を締結したことが発表された。
2023年6月24日、シャルケ04に移籍した。